# Agger nasi

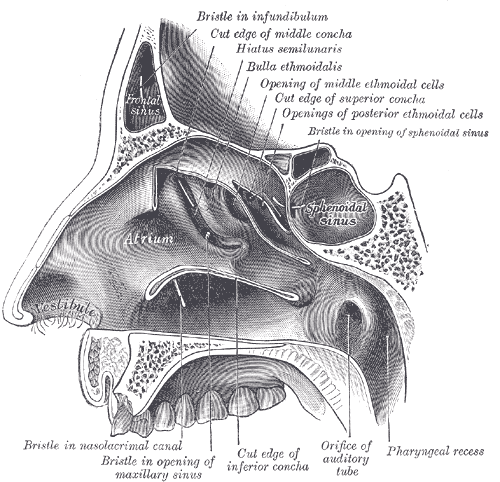
Az orrüreg (valahol az atrium felett található az agger nasi)

Az agger nasi egy apró kiemelkedés az orrüreg (cavum nasi) külső oldalán. Félúton található a középső orrkagyló (concha nasalis medius) elülső szélén valamint a meatus nasalis medius felett. Tunica mucosa alkotja.